# 亮子河
亮子河，位于中华人民共和国黑龙江省东部的一条河流，是穆棱河右岸支流，发源于东宁市北部白石砬子山北侧，西南流至老黑山经营所（隶属于穆棱市八面通林业局）以北转西北流，进入穆棱市境内，于马桥河镇北盛村以东转北流，经福禄朝鲜族满族乡五林村、光明村、高峰村、四方村、福禄村、国光村、平盛村等地，于八面通镇四合村亮子河以北汇入穆棱河。河流全长77.6千米，流域面积583平方千米，河道平均比降1.28‰，年均径流量7287.5万立方米。亮子河属于山溪性河流，两岸山高林密，富森林资源。